# Yellow River (Floride)
Pour les articles homonymes, voir Yellow River (homonymie).
La Yellow River est un fleuve du sud-est des États-Unis qui traverse l’Alabama et la Floride, et qui se jette dans la baie de Blackwater, un bras de la Pensacola Bay.

## Géographie
D'une longueur de 190 km, son bassin versant s'étend sur l'Alabama et la Floride,.